# Alfis Makamedinov
Alfis Makamedinov, född 5 januari 1963, är en rysk längdåkare och skidskytt.

## Meriter
- Paralympiska vinterspelen 2006   
  - Silver, skidskytte 12,5 km stående
  - Silver, längdskidåkning 10 km stående
  - Silver, längdskidåkning 20 km stående